# Robledo (Albacete)
Robledo és un municipi al nord de la província d'Albacete. Inclou les pedanies d'El Cubillo i Los Chospes. Limita amb els termes Alcaraz i Masegoso a l'est, Alcaraz i Peñascosa al sud, Viveros i El Ballestero al nord i amb la província de Jaén (Andalusia) a l'oest.
| Període      | Nom de l'alcalde/-essa   | Partit polític | Data de possessió |
| ------------ | ------------------------ | -------------- | ----------------- |
| 1979 - 1983  | Antonio Romero Martínez  | UCD            | 19/04/1979        |
| 1983 - 1987  | Bonifacio Sotos Herreros | PSOE           | 28/05/1983        |
| 1987 - 1991  | David Cuerda García      | PSOE           | 30/06/1987        |
| 1991 - 1995  | David Cuerda García      | PSOE           | 15/06/1991        |
| 1995 - 1999  | David Cuerda García      | PSOE           | 17/06/1995        |
| 1999 - 2003  | David Cuerda García      | PSOE           | 03/07/1999        |
| 2003 - 2007  | David Cuerda García      | PSOE           | 14/06/2003        |
| 2007 - 2011  | David Cuerda García      | PSOE           | 16/06/2007        |
| 2011 - 2015  | n/d                      | n/d            | 11/06/2011        |
| 2015 - 2019  | n/d                      | n/d            | 13/06/2015        |
| 2019 - 2023  | n/d                      | n/d            | 15/06/2019        |
| Des del 2023 | n/d                      | n/d            | 17/06/2023        |